# Armin S.
Armin S. (nom complet inconnu) est un opérateur de marché indépendant basé à Francfort-sur-le-Main, Allemagne.

## Biographie
Armin S. a commencé sa carrière en tant que trader au sein de la banque allemande WestLB. Il a ensuite rejoint Citigroup, où il a travaillé pendant 8 ans.
Puis il s’est mis à son compte et travaille depuis en tant que de négociateur de produits financiers indépendant depuis son bureau de Francfort. Armin S. compare son métier avec celui d’un négociant de voitures d’occasion, achetant et revendant en permanence des titres et vivant ainsi de l’écart entre les cours acheteur et vendeur (c’est-à-dire la différence entre le prix d’achat et le prix de revente).
Selon ses propres dires, Armin S. ne possède pas de voiture et il n’est pas propriétaire de son logement.

## Plainte de 152 millions d’euros
Son nom s’est fait connaître dans l’espace européen lorsqu’il a réclamé à BNP Paribas plus de 160 millions d’euros, l’un des plus grands procès civils d’un particulier en Allemagne.

Le 28 mai 2016, le magazine allemand Focus a publié un article concernant un cas de « mistrade » d’un montant de 163 millions d’euros, dans lequel BNP Paribas Arbitrage doit être impliqué. Il semble que la banque ait vendu des certificats pour un montant de 326 400 euros, dont elle a ultérieurement chiffré la valeur réelle à 163 millions d’euros. La banque n’aurait pas remarqué l’erreur pendant des jours, et elle avait même entretemps confirmé le prix. Selon le magazine, une annulation de la transaction n’aurait été recevable que sous 24 heures, conformément à la disposition relative au « mistrade ». L’article, reprend les propos de l'avocat Mario Bögelein : 

« Une banque qui ne remarque pas une erreur de cet ordre fait preuve de négligence grave et n’a donc pas à être protégée. »

Une tribune d’Armin S. a ensuite été publiée dans la revue AnlegerPlus Magazin (revue de l’association de protection des investisseurs), dans laquelle l’auteur aborde les manquements de la banque en matière de gestion des risques. 
Le 11 mars 2017, le journal économique Les Échos a publié un article intitulé « Un trader réclame 161 millions d’euros à BNP Paribas ». L’article a été cité comme un exemple du risque opérationnel dans le secteur bancaire par un membre de l’Autorité bancaire européenne,.
L'erreur n'a pas été détectée parce que BNP a oublié à comptabiliser plus de 8 000 transactions qu’il a faites pendant toute une semaine,    .